# Timothy Carhart
Timothy Carhart (nascut el 1953) és un actor estatunidenc. Va estudiar teatre, el seu nom autèntic és Tim Grunig.
Carhart va debutar a la televisió amb la sèrie de la NBC de 1978, The Awakening Land. Al llarg de la dècada de 1980 va aparèixer en diverses sèries de televisió iincloent Alfred Hitchcock Presents, Miami Vice i Crime Story. Carhart també aparegué a dos episodis de Spenser: For Hire. El 1989, Carhart va tenir un paper recurrent a Thirtysomething i regularment en la sèrie de la CBS, Island Son. Carhart va actuar en un gran nombre de sèries de science fiction com Quantum Leap, com Scott Bakula i Dean Stockwell. Després com Lieutenant Commander Christopher Hobson en la cinquena sessió de Star Trek: The Next Generation, "Redemption (Part 2)". El 1995, Carhart actà a The X-Files, com Virgil Incanto en l'episodi "2Shy".
Carhart apareix el 1984 a la comèdia Els caçafantasmes i a The Party Animal. El 1985, participà a Witness i a Desperately Seeking Susan. El 1986, Carhart actuà a Sweet Liberty, The Manhattan Project i Playing for Keeps.  El 1988 a The Rescue. a El cadillac rosa (Pink Cadillac) (1989) i a Working Girl. A la dècada de 1990: La caça de l'Octubre Roig, Thelma & Louise (1991), Beverly Hills Cop III (1994), Black Sheep (1996) and Air Force One (1997). Carhart i Dan Shor actuaren al thriller, Red Rock West. Carhart també a La revenja de Candyman.